# Grand Prix Formule 1 van Australië 1992
De Grand Prix Formule 1 van Australië 1992 werd gehouden op 8 november 1992 in Adelaide.

## Uitslag
| Positie | Nummer | Rijder               | Team                | Ronden | Tijd/Opgave     | Startplaats | Punten |
| ------- | ------ | -------------------- | ------------------- | ------ | --------------- | ----------- | ------ |
| 1       | 2      | Gerhard Berger       | McLaren-Honda       | 81     | 1:46:54.786     | 4           | 10     |
| 2       | 19     | Michael Schumacher   | Benetton-Ford       | 81     | + 0.741         | 5           | 6      |
| 3       | 20     | Martin Brundle       | Benetton-Ford       | 81     | + 54.156        | 8           | 4      |
| 4       | 27     | Jean Alesi           | Ferrari             | 80     | + 1 Ronde       | 6           | 3      |
| 5       | 25     | Thierry Boutsen      | Ligier-Renault      | 80     | + 1 Ronde       | 22          | 2      |
| 6       | 32     | Stefano Modena       | Jordan-Yamaha       | 80     | + 1 Ronde       | 15          | 1      |
| 7       | 11     | Mika Häkkinen        | Lotus-Ford          | 80     | + 1 Ronde       | 10          |        |
| 8       | 10     | Aguri Suzuki         | Arrows-Mugen-Honda  | 79     | + 2 Rondes      | 18          |        |
| 9       | 23     | Christian Fittipaldi | Minardi-Lamborghini | 79     | + 2 Rondes      | 17          |        |
| 10      | 24     | Gianni Morbidelli    | Minardi-Lamborghini | 79     | + 2 Rondes      | 16          |        |
| 11      | 28     | Nicola Larini        | Ferrari             | 79     | + 2 Rondes      | 19          |        |
| 12      | 16     | Jan Lammers          | March-Ilmor         | 78     | + 3 Rondes      | 25          |        |
| 13      | 12     | Johnny Herbert       | Lotus-Ford          | 77     | + 4 Rondes      | 12          |        |
| NF      | 21     | Jyrki Järvilehto     | Dallara-Ferrari     | 70     | Versnellingsbak | 24          |        |
| NF      | 17     | Emanuele Naspetti    | March-Ilmor         | 55     | Versnellingsbak | 23          |        |
| NF      | 29     | Bertrand Gachot      | Venturi-Lamborghini | 51     | Benzinesysteem  | 21          |        |
| NF      | 6      | Riccardo Patrese     | Williams-Renault    | 50     | Motor           | 3           |        |
| NF      | 30     | Ukyo Katayama        | Venturi-Lamborghini | 35     | Differentieel   | 26          |        |
| NF      | 4      | Andrea de Cesaris    | Tyrrell-Ilmor       | 29     | Motor           | 7           |        |
| NF      | 5      | Nigel Mansell        | Williams-Renault    | 18     | Ongeluk         | 1           |        |
| NF      | 1      | Ayrton Senna         | McLaren-Honda       | 18     | Ongeluk         | 2           |        |
| NF      | 33     | Mauricio Gugelmin    | Jordan-Yamaha       | 7      | Spin            | 20          |        |
| NF      | 26     | Érik Comas           | Ligier-Renault      | 4      | Motor           | 9           |        |
| NF      | 9      | Michele Alboreto     | Arrows-Mugen-Honda  | 0      | Motor           | 11          |        |
| NF      | 22     | Pierluigi Martini    | Dallara-Ferrari     | 0      | Ongeluk         | 14          |        |
| NF      | 3      | Olivier Grouillard   | Tyrrell-Ilmor       | 0      | Ongeluk         | 13          |        |

## Wetenswaardigheden
- Nicola Larini startte achteraan op de grid.
- Benetton finishte elke race in de punten.
- Stefano Modena en Thierry Boutsen scoorden hun eerste punten.
- Nigel Mansell reed voorlopig zijn laatste race in de Formule 1. Mansell kwam in 1994 nog wel terug in de Formule 1.
- Honda verliet de sport na deze race.
- Gerhard Berger reed zijn laatste race voor McLaren. Hij stapte over naar Ferrari.
- Riccardo Patrese reed zijn laatste race voor Williams. Hij verhuisde naar Benetton voor zijn laatste seizoen in de Formule 1.

## Statistieken
| Pole-position | Nigel Mansell      | Williams-Renault | 1:13.732 |
| Snelste ronde | Michael Schumacher | Benetton-Ford    | 1:16.078 |

## Noot
- Dit was de vijfde podiumplaats voor Martin Brundle.
- Eerste (en enige) wereldtitel voor Nigel Mansell en de elfde wereldtitel voor een Britse coureur. Mansell was de 23ste coureur die wereldkampioen werd.

1949 · 1985 · 1986 · 1987 · 1988 · 1989 · 1990 · 1991 · 1992 · 1993 · 1994 · 1995 · 1996 · 1997 · 1998 · 1999 · 2000 · 2001 · 2002 · 2003 · 2004 · 2005 · 2006 · 2007 · 2008 · 2009 · 2010 · 2011 · 2012 · 2013 · 2014 · 2015 · 2016 · 2017 · 2018 · 2019 · 2020 · 2021 · 2022 · 2023 · 2024 · 2025